# Krýa Vrýssi (Messénie)
Krýa Vrýssi (grec moderne : Κρύα Βρύση) est une localité située dans le dème du Magne-Occidental, dans le district régional de Messénie, dans la périphérie du Péloponnèse, en Grèce.
Selon le recensement de 2021, elle compte 1 habitants.